# Kyllinga inaurata
Kyllinga inaurata là loài thực vật có hoa trong họ Cói. Loài này được Nees ex Boeckeler mô tả khoa học đầu tiên năm 1868.